# Marne (Italia)
Marne (Màren în dialectul din Bergamo) este un sat în comuna Filago din Provincia Bergamo, situat la aproximativ doi kilometri de Filago. Altitudinea medie este de 184 m. Are o populație de 250 de locuitori.
Localitatea este un mic sat agricol de origine veche.
A devenit parte din Brembate di Sotto la ordinele lui Napoleon, dar austriecii au anulat această hotărâre în 1815. Apoi, în mod oficial, a devenit parte a comunei Filago în 1958.

## Persoane legate de Marne
- Maurizio Malvestiti (1953), episcop romano-catolic al diecezei Lodi din 2014.

## Monumente și locuri de interes
- Biserica Sf. Bartolomeu, Secolul al XII-lea

## Galerie de imagini

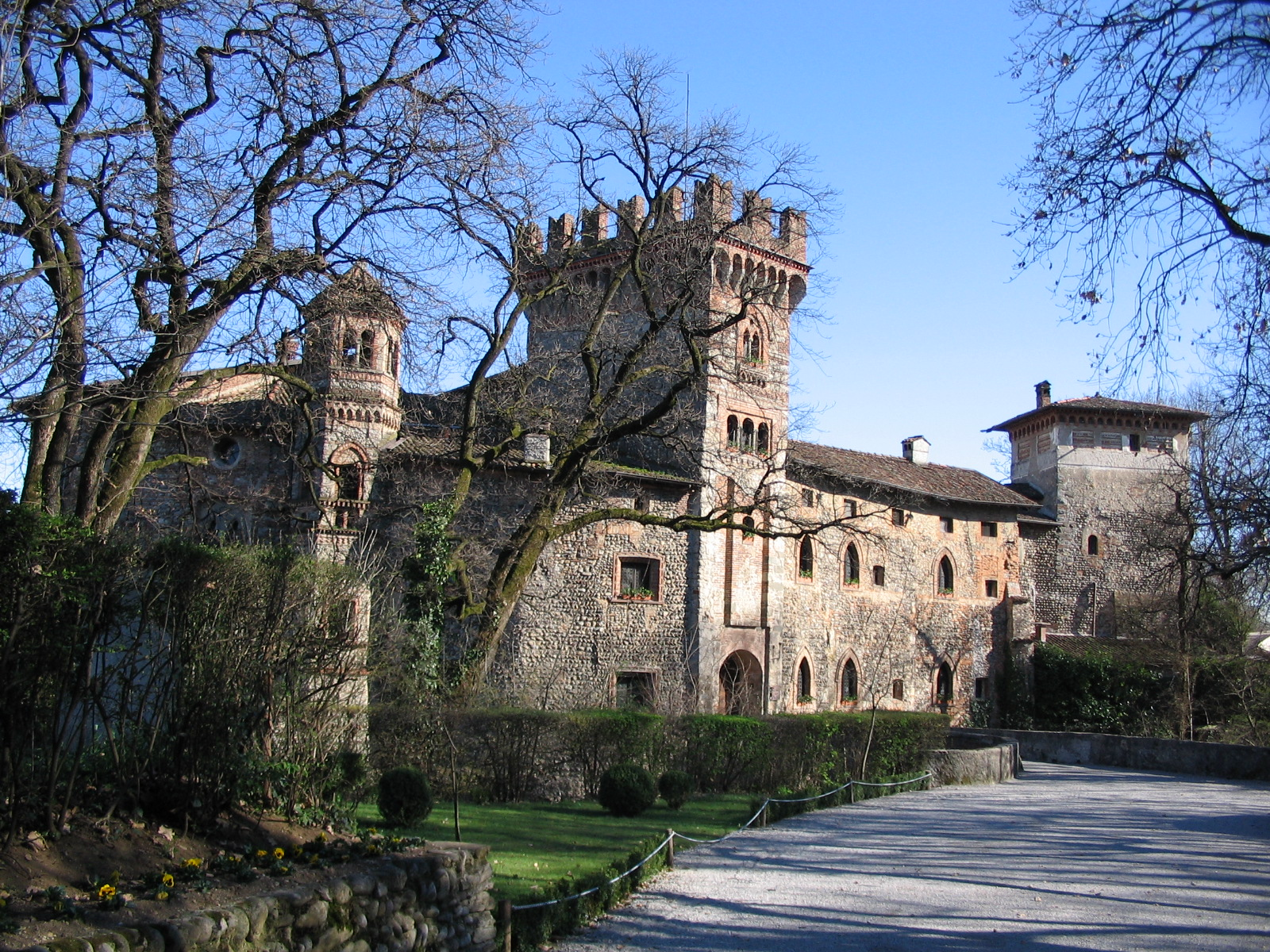
Castel